# Кубок африканських націй серед жінок 2016
Жіночий кубок Африки з футболу 2016 року (англ. 2016 Africa Women Cup of Nations) — міжнародний футбольний турнір під егідою КАФ для жіночих збірних з Африки. Турнір проходив у Камеруні з 19 листопада по 3 грудня 2016 року. Спочатку планувалося провести турнір з 8 по 22 жовтня 2016 року, але через погодні примхи дату проведення турніру перенесли. Загалом у змаганні взяло участь 8 команд.
6 серпня 2015 року Виконавчий комітет КАФ вирішив змінити назву турніру з Жіночого чемпіонату Африки на Жіночій кубок африканських націй, синхронізувавши назву з чоловічим футбольним турніром, Кубок африканських націй.

## Кваліфікація
Камерун кваліфікувався до фінальної частини змагання автоматично як країна-господарка турніру, решта 7 збірних виборювали путівку до фінальної стадії турніру в матчах кваліфікації, які проходили з березня по квітень 2016 року.

### Команди, які кваліфікувалися
Наступні 8 команд кваліфікувалися для участі в турнірі. Незважаючи на те, що Екваторіальна Гвінея виборола право взяти участь у турнірі, її було дискваліфіковано зі змагання за участь у матчах незареєстрованих гравчинь. Місце Екваторіальної Гвінеї зайняла збірна Малі.
| Команда             | Виступ | Найкраще попереднє досягнення                                   | Рейтинг ФІФА на початок турніру |
| ------------------- | ------ | --------------------------------------------------------------- | ------------------------------- |
| Камерун (Господарі) | 11-е   | 2-е (1991, 2004, 2014)                                          | 47                              |
| Єгипет              | 2-е    | Груповий етап (1998)                                            | 80                              |
| Гана                | 11-е   | 2-е (1998, 2002, 2006)                                          | 46                              |
| Кенія               | 1-е    | Дебют                                                           | 132                             |
| Малі                | 6-е    | Груповий етап (2002, 2004, 2006, 2008, 2010)                    | 92                              |
| Нігерія             | 12-е   | Чемпіони (1991, 1995, 1998, 2000, 2002, 2004, 2006, 2010, 2014) | 37                              |
| ПАР                 | 11-е   | 2-е (1995, 2000, 2008, 2012)                                    | 48                              |
| Зімбабве            | 4-е    | 4-е (2000)                                                      | 94                              |

## Місце проведення
Матчі турніру проходили в Яунде та Лімбе
| Яунде               | Яунде Лімбеclass=notpageimage\| Розташування на карті стадіонів, на яких проходили матчі Жіночого кубку африканських націй 2016 | Лімбе                   |
| Стад Ахмаду Агінджу | Яунде Лімбеclass=notpageimage\| Розташування на карті стадіонів, на яких проходили матчі Жіночого кубку африканських націй 2016 | Стадіон Лімбе Омніспорт |
| Місткість: 42,500   | Яунде Лімбеclass=notpageimage\| Розташування на карті стадіонів, на яких проходили матчі Жіночого кубку африканських націй 2016 | Місткість: 20,000       |
|                     | Яунде Лімбеclass=notpageimage\| Розташування на карті стадіонів, на яких проходили матчі Жіночого кубку африканських націй 2016 |                         |

## Склади
Кожна з команд може мати не більше 21-ї гравчині у заявці на турнір.

## Посів
Жеребкування фінальної частини турніру відбулося 18 вересня 2016 року о 16:00 (UTC+1) в Палаці Полівалент дю Спортс в Яунде. 8 команд були розбиті на 2 групи, по 4 в кожній. Напередодні посіву країна-господар, Камерун, отримала рейтинг A1, а діючий на той момент чемпіон — Нігерія — B1. Решта 6 збырних отримали рейтинг в залежності від їх виступів в останніх трьох розіграшах фінальних частин континентальної першості з футболу
| Кошик 1                                       | Кошик 2      | Кошик 3                            |
| --------------------------------------------- | ------------ | ---------------------------------- |
| - Камерун (рейтинг A1) - Нігерія (рейтинг B1) | - Гана - ПАР | - Єгипет - Кенія - Малі - Зімбабве |

## Груповий етап
До півфіналу змагання потрапляли по дві найкращі збірні з кожної групи
Регламент
Рейтинг команд визначається за кількістю набраних очок (3 — за перемогу, 1 — за нічию, 0 — у разі поразки). Якщо кількість набраних очок збігається, в такому разі застосовуються додаткові показники в наступному порядку:
1. Кількість набраних очок;
2. Різниця забитих та пропущених м'ячів;
3. Найбільша кількість забитих м'ячів;
4. Якщо після застосування критеріїв 1-3 сильнішу команду виявити не вдається, то ці ж критерії застосовуються вже до їх очних поєдинків, якщо й після цього між командами рівновага, то застосовуються критерії 5-7.
5. Різниця забитих та пропущених м'ячів у всіх матчах;
6. Найбільша кількість забитих м'ячів у всіх матчах;
7. Жеребкування.

### Група A
| Поз | Команда     | І | В | Н | П | ГЗ | ГП | РГ | О | Кваліфікація |
| --- | ----------- | - | - | - | - | -- | -- | -- | - | ------------ |
| 1   | Камерун (H) | 3 | 3 | 0 | 0 | 5  | 0  | +5 | 9 | Плей-оф      |
| 2   | ПАР         | 3 | 1 | 1 | 1 | 5  | 1  | +4 | 4 | Плей-оф      |
| 3   | Єгипет      | 3 | 1 | 0 | 2 | 1  | 7  | −6 | 3 |              |
| 4   | Зімбабве    | 3 | 0 | 1 | 2 | 0  | 3  | −3 | 1 |              |

| 19.11.2016 15:30 UTC+1 |

| Камерун                     | 2:0        | Єгипет |
| --------------------------- | ---------- | ------ |
| Онгуен 25' Маньє 72' (пен.) | (Протокол) |        |

| Ахмаду Ахіджу, Яунде Арбітр: Лідія Тафессі (Ефіопія) |

| 19.11.2016 18:30 UTC+1 |

| ПАР | 0:0        | Зімбабве |
| --- | ---------- | -------- |
|     | (Протокол) |          |

| Ахмаду Ахіджу, Яунде Арбітр: Каролін Ванджала (Кенія) |

| 22.11.2016 16:00 UTC+1 |

| Камерун | 1:0        | ПАР |
| ------- | ---------- | --- |
| Нго 83' | (Протокол) |     |

| Ахмаду Ахіджу, Яунде Арбітр: Айссата Амейо Амегі (Того) |

| 19.11.2016 18:00 UTC+1 |

| Зімбабве | 0:1        | Єгипет    |
| -------- | ---------- | --------- |
|          | (Протокол) | Тарік 83' |

| Ахмаду Ахіджу, Яунде Арбітр: Саувіс Іратунга (Бурунді) |

| 25.11.2016 16:00 UTC+1 |

| Зімбабве | 0:2        | Камерун       |
| -------- | ---------- | ------------- |
|          | (Протокол) | Акаба 2', 50' |

| Ахмаду Ахіджу, Яунде Арбітр: Жонезія Рук'я Кабакама (Танзанія) |

| 25.11.2016 16:00 UTC+1 |

| Єгипет | 0:5        | ПАР                                                          |
| ------ | ---------- | ------------------------------------------------------------ |
|        | (Протокол) | Мгкої 27' Вілаказі 60' Джейн 61' Сеопосенве 66' Мотлхало 84' |

| Муніципальний, Лімбе Арбітр: Сальма Мукансанга (Руанда) |

### Група B
| Поз | Команда | І | В | Н | П | ГЗ | ГП | РГ  | О | Кваліфікація |
| --- | ------- | - | - | - | - | -- | -- | --- | - | ------------ |
| 1   | Нігерія | 3 | 2 | 1 | 0 | 11 | 1  | +10 | 7 | Плей-оф      |
| 2   | Гана    | 3 | 2 | 1 | 0 | 7  | 3  | +4  | 7 | Плей-оф      |
| 3   | Малі    | 3 | 1 | 0 | 2 | 4  | 10 | −6  | 3 |              |
| 4   | Кенія   | 3 | 0 | 0 | 3 | 2  | 10 | −8  | 0 |              |

| 20.11.2016 16:00 UTC+1 |

| Нігерія                                                   | 6:0        | Малі |
| --------------------------------------------------------- | ---------- | ---- |
| Ордега 21' Ошоала 40', 63', 69', 78' У. Сандей 48' (пен.) | (Протокол) |      |

| Муніципальний, Лімбе Арбітр: Гледіс Ленгве (Замбія) |

| 20.11.2016 19:00 UTC+1 |

| Гана                            | 3:1        | Кенія     |
| ------------------------------- | ---------- | --------- |
| Сулеман 49' Аддо 71' Боак'є 90' | (Протокол) | Акіда 23' |

| Муніципальний, Лімбе Арбітр: Жан Екуму (Камерун) |

| 23.11.2016 16:00 UTC+1 |

| Нігерія    | 1:1        | Гана            |
| ---------- | ---------- | --------------- |
| Ошоала 19' | (Протокол) | Аддо 43' (пен.) |

| Муніципальний, Лімбе Арбітр: Акхон Зенніз Макаліма (ПАР) |

| 23.11.2016 19:00 UTC+1 |

| Кенія      | 1:3        | Малі                              |
| ---------- | ---------- | --------------------------------- |
| Авілія 80' | (Протокол) | Кулібалі 36' Туре 50', 62' (пен.) |

| Муніципальний, Лімбе Арбітр: Сальма Мукансага (Руанда) |

| 26.11.2016 19:00 UTC+1 |

| Кенія | 0:4        | Нігерія                                     |
| ----- | ---------- | ------------------------------------------- |
|       | (Протокол) | Окобі 3' Ікіді 7' Ошоала 53' Опаранозіє 89' |

| Муніципальний, Лімбе Арбітр: Летиція Антонелла Віана (Свазіленд) |

| 26.11.2016 19:00 UTC+1 |

| Малі       | 1:3        | Гана                                 |
| ---------- | ---------- | ------------------------------------ |
| Діарра 87' | (Протокол) | Ешун 44' Сулеман 68' Аддо 79' (пен.) |

| Амаду Аніджу, Яунде Арбітр: Марія Рівет (Маврикій) |

## Плей-оф
У раунді плей-оф команди грають два тайми по 45 хвилин, в разі якщо переможця після 90 хвилин не визначено, проводиться додатковий час (два тайми по 15 хвилин), а в разі необхідності й післяматчеві пенальті. Цей регламент розповсюджується на всі матчі плей-оф, окрім поєдинку за 3-тє місце, в якому не передбачено додаткового часу.

### Сітка
|  | Півфінали            | Півфінали |                  |   | Фінал | Фінал |
|  |                      |           |                  |   |       |       |
|  | 29 листопада – Яунде |           |                  |   |       |       |
|  |                      |           |                  |   |       |       |
|  | Камерун              | 1         |                  |   |       |       |
|  | Камерун              | 1         | 3 грудня – Яунде |   |       |       |
|  | Гана                 | 0         |                  |   |       |       |
|  | Гана                 | 0         | Камерун          | 0 |       |       |
|  | 29 листопада – Лімбе |           | Камерун          | 0 |       |       |
|  |                      | Нігерія   | 1                |   |       |       |
|  | Нігерія              | Нігерія   | 1                | 1 |       |       |
|  | Нігерія              |           |                  | 1 |       |       |
|  | ПАР                  | 0         |                  |   |       |       |
|  | ПАР                  | 0         | Фінал            |   |       |       |
|  |                      |           |                  |   |       |       |
|  | 2 грудня – Яунде     |           |                  |   |       |       |
|  |                      |           |                  |   |       |       |
|  | Гана                 | 1         |                  |   |       |       |
|  | Гана                 | 1         |                  |   |       |       |
|  | ПАР                  | 0         |                  |   |       |       |

### Півфінали
| 29.11.2016 16:00 UTC+1 |

| Камерун     | 1:0        | Гана |
| ----------- | ---------- | ---- |
| Фуеджио 72' | (Протокол) |      |

| Амаду Аніджу, Яунде Арбітр: Гледіс Ленгве (Замбія) |

| 29.11.2016 19:00 UTC+1 |

| Нігерія        | 1:0        | ПАР |
| -------------- | ---------- | --- |
| Опароназіе 54' | (Протокол) |     |

| Муніципальний, Лімбе Арбітр: Лідія Тафессі (Ефіопія) |

### Матч за 3-тє місце
| 2.12.2016 15:30 UTC+1 |

| Гана     | 1:0        | ПАР |
| -------- | ---------- | --- |
| Ешун 48' | (Протокол) |     |

| Ахмаду Ахінджу, Яунде Арбітр: Джонезія Рук'яа Кабакама (Танзанія) |

### Фінал
| 3.12.2016 15:30 UTC+1 |

| Камерун | 0:1        | Нігерія        |
| ------- | ---------- | -------------- |
|         | (Протокол) | Опаранозіє 86' |

| Ахмаду Ахінджу, Яунде Арбітр: Айссата Амейо Амегі (Того) |

## Бомбардири
6 голів
- Асісат Ошоала

3 голи
- Елізабет Аддо
- Дезіре Опараназіє

2 голи
- Генрієт Акаба
- Лінда Ешун
- Саміра Сулеман
- Бассіра Туре

1 гол
- Раїсса Феуджио
- Крістін Маньє
- Женев'єв Нго
- Габрієль Онгуен
- Сальма Тарік
- Портія Боак'є
- Ессе Мбею Акіда
- Черіс Авілія
- Себе Кулібалі
- Бінта Діарра
- Фітх Ікіді
- Нгозі Окобі
- Франсіска Ордега
- Учечі Сандей
- Рефіле Джейн
- Андісіве Мгкої
- Лінда Мотлхало
- Джермейні Сеопосенве
- Нотхандо Вілаказі

## Відзнаки
По завершенні турніру були вручені наступні нагороди:
| Нагорода           | Переможець      |
| ------------------ | --------------- |
| Найкраща гравчиня  | Габрієль Онгуен |
| Найкраща бомбардир | Асісат Ошоала   |
| Приз Fair Play     | Камерун         |

| Місце        | Гравчині                                                                                             |
| ------------ | --- |
| Вортар       | Анет Нго Ндом                                                                                        |
| Захисниці    | - Клодін Меффомету - Ошиначі Охале - Жанін ван Вік - Лінда Ешун                                      |
| Півзахисниці | - Джермейні Сеопосенве - Раїсса Фуеджио - Елізабет Аддо - Габріель Онгуен                            |
| Нападниці    | - Дезіре Опанарозіє - Асіссат Ошоала                                                                 |
| На заміну    | - Алаба Джонатан - Аурель Авона - Жанет Аквір - Франсіска Ордега - Портія Боак'є - Нотхандо Вілаказі |